# Architráv

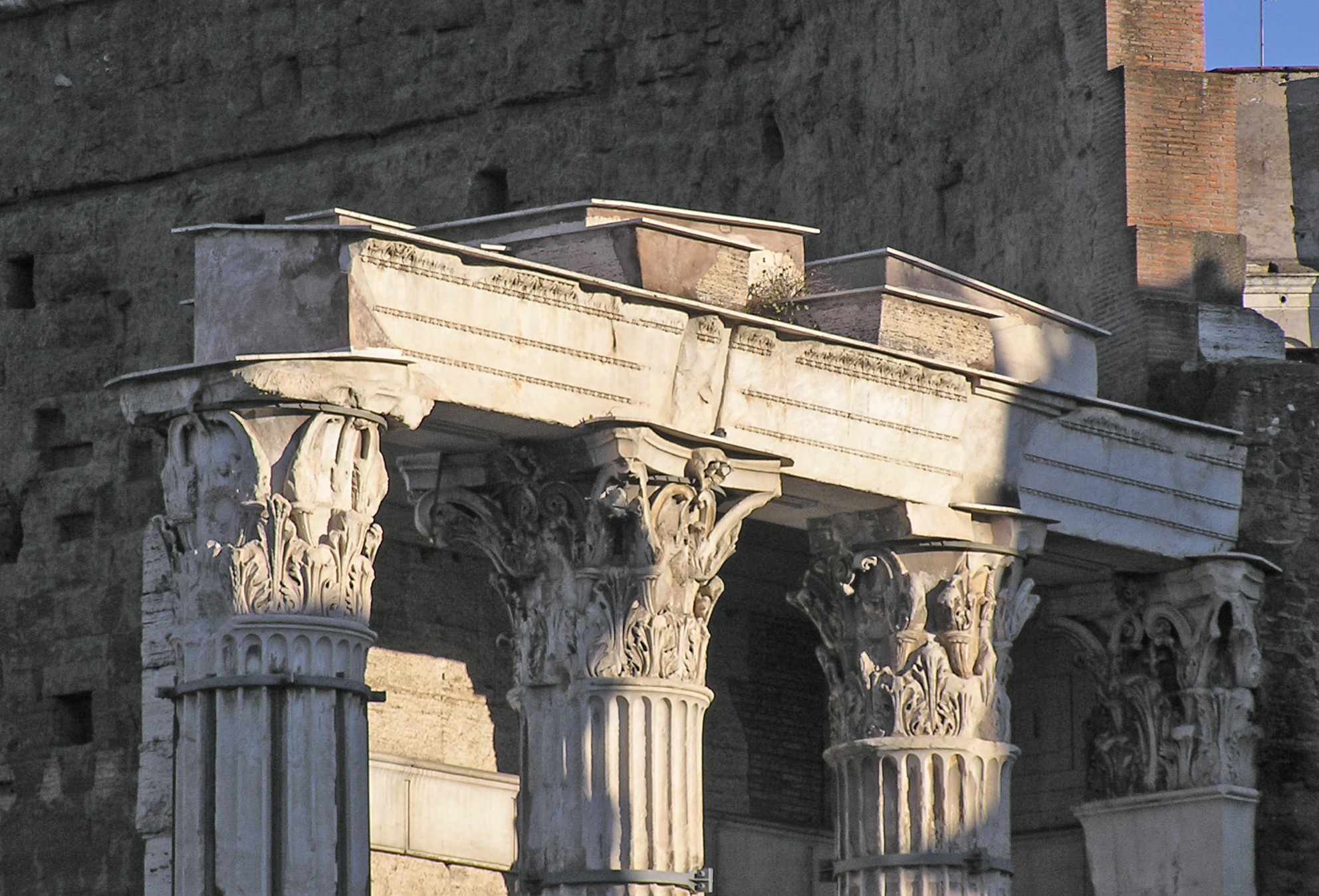
Architráv nesený korintskými sloupy, zbytek kladí se nezachoval; Martův chrám na Augustově fóru v Římě

Architráv, řecky epistylion či epistylos, česky násloupí, se v antické a odvozené architektuře nazývá spodní část vodorovného kladí, která přímo dosedá na hlavice sloupů (nebo pilířů). Název převzatý z italštiny vznikl spojením řeckého slova archi- (první, základní, hlavní) a latinského trabs (kláda, břevno).

## Historie
Architráv byl poprvé v jednoduché formě použit již na monumentálních stavbách ve starověkém Egyptě. Zde býval přitesán do tvaru pravidelného hranolu a byl zpravidla tvořen jedním kusem kamene (přičemž v Karnaku je 8 m dlouhý).
V řecké architektuře se uplatňuje ve sloupovém řádu, kdy v dórském slohu je hladký a případně nahoře ukončený páskem a v jónském a korintském slohu je členěn třemi a někdy i dvěma podélnými pásky. V tom případě byl architráv složen až ze tří kusů kladených vedle sebe a nebo (konstrukčně nesprávně) i na sebe (například v chrám v Paestu nebo v Agrigentu). V horní části kladí nad architrávem se nachází vlys a nad ním římsa.
V helénistickém slohu byl často tvořen jedním kusem, zatímco v římské architektuře byl často sestrojen jako klenba s přímým obloukem a architráv se stal pouze dekoračním prvkem.